# 泽沃尔德
泽沃尔德（荷蘭語：Zeewolde，讀音ⓘ）是荷兰弗莱福兰省的一个市镇。